# Gran Premio Van de Stad Geel
El Gran Premio Van de Stad Geel (en holandés: Grote Prijs Stad Geel) es una carrera ciclista disputada en Geel (Bélgica).  
Se creó en 1996 como amateur. Desde 2010 la carrera forma parte del UCI Europe Tour, dentro de la categoría 1.2 (última categoría del profesionalismo).

## Palmarés
En amarillo: edición amateur.
| Año  | Ganador                | Segundo                | Tercero           |
| ---- | ---------------------- | ---------------------- | ----------------- |
| 1996 | Geert Omloop           | Christian Van Dartel   | Davy Baptist      |
| 1997 | Mathew Hayman          | Daniël van Elven       | Mikael Wranqvist  |
| 1998 | Andy Vidts             | Sven Nys               | Björn Leukemans   |
| 1999 | Peter Lernout          | Max Becker             | Marc Vlijm        |
| 2000 | Tom Boonen             | Kevin Proost           | Andy Cappelle     |
| 2001 | Ruud Verbakel          | Jeroen Goffin          | Marco Bos         |
| 2002 | Wouter Van Mechelen    | Pieter Ghyllebert      | Gert Steegmans    |
| 2003 | Steven Caethoven       | Dwight Desaever        | Kor Steenbergen   |
| 2004 | Steven Vanden Bussche  | Rik Kavsek             | Romain Fondard    |
| 2005 | Kevin Neirynck         | Kevin Van Den Eeckhout | Evert Verbist     |
| 2006 | Kevin Van Den Eeckhout | Frank Van Kuik         | Jurgen François   |
| 2007 | Gediminas Bagdonas     | Aidis Kruopis          | Maxime Vantomme   |
| 2008 | Joeri Clauwaert        | Bjorn Coomans          | Dieter Cappelle   |
| 2009 | Jens Keukeleire        | Gregory Joseph         | Joeri Clauwaert   |
| 2010 | Timothy Dupont         | Bjorn Meersmans        | Matthew Brammeier |
| 2011 | Sam Bennett            | Jonas Van Genechten    | Dries Depoorter   |
| 2012 | Tom Van Asbroeck       | Michael Van Staeyen    | Benjamin Verraes  |
| 2013 | Yves Lampaert          | Antoine Demoitié       | Tom Devriendt     |